# Сідні Люмет
Сі́дні Люме́т (англ. Sidney Lumet, * 25 червня 1924, Філадельфія, США — + 9 квітня 2011) — американський режисер, продюсер, сценарист, актор.

## Біографія
Народився в родині акторів Єврейського театру Філадельфії.
Батьки організували йому в 4 роки професіональний акторський дебют на радіо, а на сцені Єврейського театру — у 5.
Після переїзду родини до Нью-Йорка отримував ролі у різноманітних виставах на Бродвеї.
У 15 років зіграв свою єдину за все життя роль у кіно — у стрічці «Третина нації» (1939).
У роки Другої світової війни служив ремонтником радарних станцій на базах армії США у Бірмі та Індії.
1946 — після демобілізації організував у Нью-Йорку свою власну театральну трупу.
Починаючи з 1950 року — постановник телевізійних драм. Зняв десятки частин популярних серіалів для телеканалу CBS.
Дебют Сідні Люмета як кінорежисера був одним із найблискучіших за всю історію світового кіно. Поставлена ним 1957 року судова кінодрама «12 розгніваних чоловіків» є одним із найбільших шедеврів світового кіно.
Вже за цю свою першу режисерську роботу Люмет був номінований на «Оскара», якого в підсумку так і не здобув. Але стрічка швидко отримала світове визнання, була відзначена «Золотим ведмедем» (головною нагородою VII Берлінського кінофестивалю). Люмет зняв фільм лише за 19 днів і за мізерну (за сучасними мірками) суму в $343 тис.
Мав ще 4 номінації на «Оскара» (тричі в категорії «Найкращий режисер» та раз у категорії «Найкращий сценарист»), але жодного разу премії не отримав.
У фільмах С.Люмета знімалися найкращі актори світового кіно. Ролі в них відзначені 19 номінаціями на «Оскара» за акторську гру. Загалом фільми Люмета здобули понад 50 номінацій на «Оскара». 2005 року Американська кіноакадемія нарешті відзначила С.Люмета «Оскаром» за життєвий внесок у мистецтво кіно.
Режисер був дуже різнобічним: у його доробку є і воєнні драми, і фільми про Голокост, і соціальні драми. Guardian у своєму некролозі наголосила, що Люмет був «найкращим американським режисером кримінальних драм». Його улюбленою темою була та невиразна лінія, яка відділяє людську «нормальність» від злочину. У більшості своїх фільмів режисер ставить питання про дозволені межі дії закону та показує людей в обставинах, які неможливо вирішити простому смертному.
Про це фільм «Серпіко» (1973) з Аль Пачіно в головній ролі полісмена, який намагається наодинці боротися з усепоглинаючою корупцією. «Собачий полудень» (1975) досліджує психіку двох грабіжників банку в стилі великої драми. Судова драма «Вердикт» (1982) розкриває таємниці лікарняних помилок. Сатиричний фільм «Телемережа» (1976) висвітлює механізми діяльності великих телеканалів і їхнього маніпулювання свідомістю масового глядача. Стрічка «Наступного ранку» (1986) — напружений трилер у стилі Гічкока. «Убивство у „Східному експресі“» (1974) — зразок ретельної екранізації найвищого класу літературних детективів (у цьому випадку — Агати Крісті). Останній фільм режисера — кримінальна мелодрама «Перш ніж диявол дізнається, що ти мертвий» («Ігри диявола», 2007).
Загалом зняв понад 40 художніх фільмів. Всі фільми режисера мали виразне соціальне забарвлення, тому навіть у СРСР, де для прокату закуповували не більше 10 американських стрічок на рік, глядач був знайомий із більшістю робіт режисера.
Дія більшості фільмів Люмета відбувається у Нью-Йорку. У цьому місті, а не в Голлівуді, режисер прожив і пропрацював більшу частину свого життя. «Хронікером життя нашого міста» назвав померлого кінорежисера мер Нью-Йорка Майкл Блумберг.

## Особисте життя
Люмет був одружений чотири рази, перші три шлюби закінчилися розлученням. Він був одружений з актрисою Ритою Гам з 1949 по 1955 рік, зі світською левицею Глорією Вандербільт з 1956 по 1963 рік, з Гейл Джонс (дочкою Ліни Хорн) з 1963 по 1977 рік і з Мері Бейлі Гімбел (колишньою дружиною Пітера Гімбела) з 1980 року до своєї смерті.
Від третього шлюбу з Гейл Джонс у Люмета дві дочки: Емі, яка була одружена з Патріком О'Рурком у 1990-1993 роках, і Дженні, актриса і сценаристка, яка грала головну роль в його фільмі «Запитання та відповіді». Вона також написала сценарій для фільму 2008 року «Рейчел виходить заміж».

## Фільмографія
- Getting Out (2009)
- How the Devil Was Made (2008)
- Ігри диявола / Before the Devil Knows You're Dead (2007)
- Визнайте мене винним / Find Me Guilty (2006)
- Особистий огляд / Strip Search (2004) (ТБ)
- Глорія / Gloria (1999)
- Критичний стан / Critical Care (1997)
- Ніч у Манхеттені / Night Falls on Manhattan (1997)
- Винуватий поза підозрою (Адвокат диявола) / Guilty as Sin (1993)
- Чужа серед нас / A Stranger Among Us (1992)
- Запитання та відповіді / Q & A (1990)
- Сімейна справа / Family Business (1989)
- Ніде / Running on Empty (1988)
- Наступного ранку / The Morning After (1986)
- Влада / Power (1986)
- Гарбо говорить / Garbo Talks (1984)
- Даніель / Daniel (1983)
- Вердикт / The Verdict (1982)
- Смертельна пастка / Deathtrap (1982)
- Принц великого міста / Prince of the City (1981)
- Краще скажи, що ти хочеш / Just Tell Me What You Want (1980)
- Оз / The Wiz (1978)
- Жеребець / Equus (1977)
- Телемережа / Network (1976)
- Собачий полудень / Dog Day Afternoon (1975)
- Убивство у «Східному експресі» / Murder on the Orient Express (1974)
- Люба Моллі / Lovin' Molly (1974)
- Серпіко / Serpico (1973)
- Дитяча гра / Child's Play (1972)
- Злочин / The Offence (1972)
- Магнітні стрічки Андерсена / The Anderson Tapes (1971)
- Кінг: з Монтгомері до Мемфіса / King: A Filmed Record… Montgomery to Memphis (1970)
- Остання штучка з Мобіла / Last of the Mobile Hot Shots (1970)
- Розчарування / The Appointment (1969)
- Чайка / The Sea Gull (1968)
- Прощавай, Брейверман / Bye Bye Braverman (1968)
- Дзвінок смерті / The Deadly Affair (1966)
- Група / The Group (1966)
- Пагорб / The Hill (1965)
- Збій системи безпеки / Fail-Safe (1964)
- Лихвар / The Pawnbroker (1964)
- Довга дорога в ніч / Long Day's Journey Into Night (1962)
- Погляд з мосту / Vu du pont (1961)
- Расьомон / Rashomon (1960) (ТБ)
- The Iceman Cometh (1960) (ТБ)
- Утікач / The Fugitive Kind (1959)
- Цей тип жінок / That Kind of Woman (1959)
- Зачарована сценою / Stage Struck (1958)
- 12 розгніваних чоловіків / 12 Angry Men (1957)